# 1990 par pays en Europe
Chronologie de l'Europe : Les évènements par pays de l'année 1990 en Europe. Les évènements thématiques sont traités dans 1990 en Europe
1988 par pays en Europe - 1989 par pays en Europe - 1990 - 1991 par pays en Europe - 1992 par pays en Europe

## Continent européen
- 15 janvier : Création de la Banque européenne pour la reconstruction et le développement (BERD), qui associe 34 pays.
- 19 juin : Signature à Schengen au Luxembourg, des accords du même nom sur la libre circulation entre la France, la République fédérale d'Allemagne et les trois pays du Benelux. Le Royaume-Uni refuse de les ratifier.
- 1er juillet : Les mouvements de capitaux dans la CEE sont libres.
- 5 juillet : L'OTAN offre son amitié à ses anciens adversaires du pacte de Varsovie.
- Octobre : Lancement du « dialogue 5 + 5 » entre cinq pays européens (Espagne, France, Italie, Malte et Portugal) et cinq pays du Maghreb (Algérie, Libye, Maroc, Mauritanie et Tunisie) dans le but de faciliter la solidarité régionale.
- 3 octobre : Accord soviéto-américain sur la réduction des armements conventionnels en Europe.
- 19 novembre : Sommet de la CSCE à Paris : « Yalta s'est terminée ce jour même » (Mitterrand). Signature du traité de Paris sur les forces conventionnelles en Europe (FCE). Il vise à éliminer l’avantage numérique dont disposent les forces du Pacte de Varsovie. D’énormes quantités d’armes (non nucléaires) doivent être détruites entre 1992 et 1995.

### Albanie
- Janvier : Des milliers d’Albanais participent à des démonstrations contre le régime, cherchent refuge dans les ambassades étrangères ou partent par bateau pour l’Italie. De timides promesses de réformes ne satisfont pas les mécontents qui se plaignent de la misère et de l’absence de libertés.
- 14 février : Instauration du multipartisme en Albanie.
- 13 novembre : Évolution « démocratique » en Albanie (Ramiz Alia).
- 11 décembre : Le multipartisme est proclamé en Albanie. Le parti communiste cède aux manifestations populaires et approuve le principe d’élections libres ouvertes à tous les partis.

### Allemagne

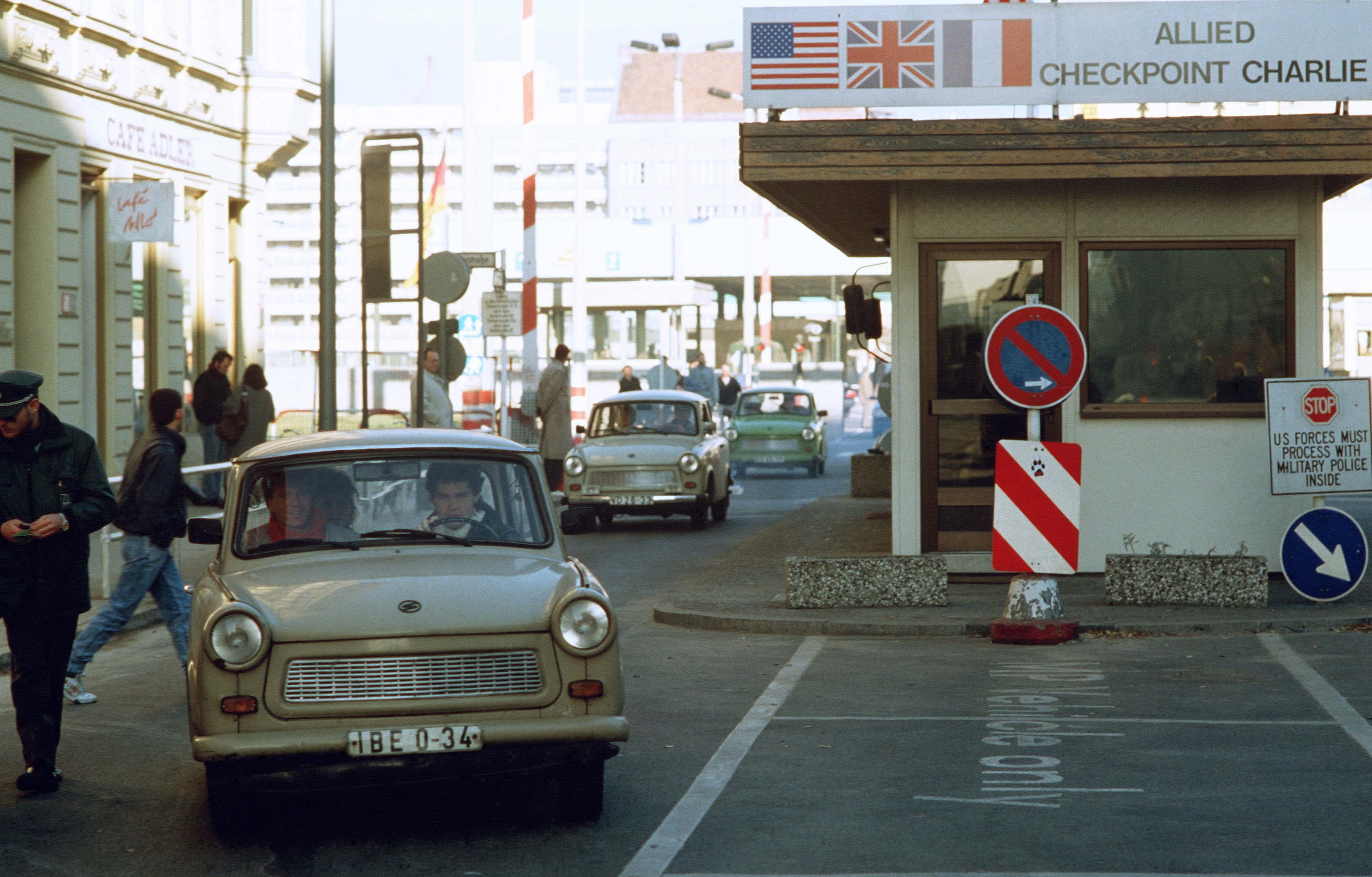
22 juin : Disparition de Checkpoint Charlie. Photographie du 14 novembre 1989

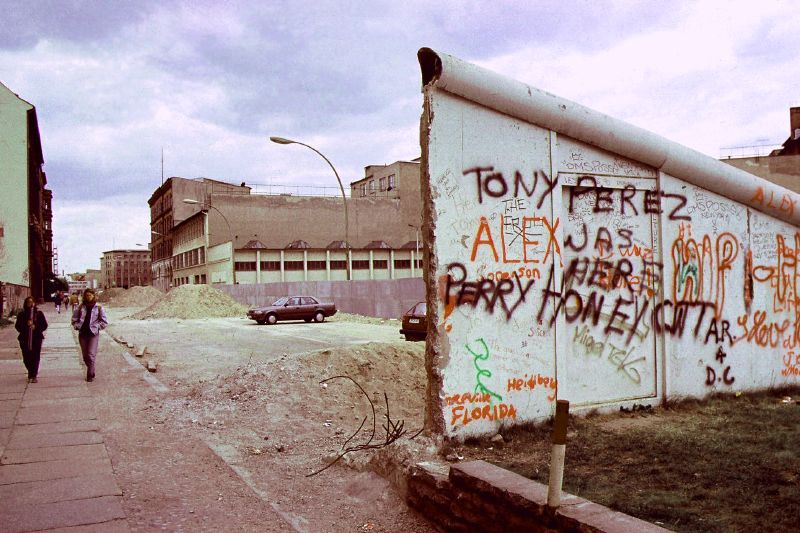
3 octobre : Réunification allemande

### Bosnie-Herzégovine
- 17 août : Révolution des troncs d'arbre. Knin et douze communes de l'arrière-pays de Split proclament leur autonomie au sein d'une « Région autonome serbe ». En septembre, les premiers incidents éclatent à Knin entre Serbes et Croates de Croatie.

### Bulgarie
- 3 avril : Le Parti communiste bulgare prend le nom de Parti socialiste bulgare.
- 17 juin : Premières élections libres en Bulgarie. Le Parti socialiste bulgare obtient une courte majorité absolue, sans être capable de mettre en œuvre une politique de réforme, alors que la crise économique s’approfondit.
- 6 juillet : Déstabilisé par un scandale, le président de la République de Bulgarie, Petar Mladenov, démissionne.
- 1er août : Jelio Jeliev est élu premier président bulgare de l'après-communisme. La Bulgarie connaît une situation instable dont elle espère sortir par de nouvelles élections en 1991.
- 15 novembre : la constitution de 1971 de la République populaire de Bulgarie est invalidée par le parlement. L'adjectif populaire est abandonné, et la Bulgarie prend le nom officiel de République de Bulgarie.
- 29 novembre : le premier ministre Andrei Lukanov démissionne.

### Croatie
- 22 avril-7 mai : Élection parlementaire croate de 1990. Les groupes nationalistes et conservateurs reçoivent un fort soutien lors des élections multipartites au printemps : les chrétiens-démocrates de Demos sont victorieux en Slovénie (avril) ; Franjo Tuđman, historien nationaliste, ancien général de Tito, l’emporte en Croatie sur une liste de centre-droit, les nationalistes en Macédoine (novembre), le Parti d’action démocratique d’Alija Izetbegović en Bosnie-Herzégovine. En Serbie et au Monténégro, les ex-communistes gardent le pouvoir (décembre). Dans toutes ces élections, les fédéralistes partisans du maintien de la Yougoslavie remportent de faibles résultants.
- 1er juillet, Croatie : proclamation unilatérale par les séparatistes serbes d'une « région autonome serbe de Krajina », avec pour « capitale » Knin, sur le territoire de six communes à majorité ou forte minorité serbe (Benkovac, Knin, Obrovac, Gracac, Donji Lapac, Korenica).
- 2 juillet : meeting de Serbes de Croatie à Srb.
- 2 septembre : Référendum sur l'indépendance des Serbes de Croatie.
- 21 décembre : Proclamation de la République serbe de Krajina.

### France
- 27 août : la France adopte une attitude de fermeté dans la crise du golfe.

### Grèce
- 11 avril : les élections législatives donnent la majorité absolue à la Nouvelle Démocratie. Constantinos Mitsotakis devient premier ministre (fin en 1993).

### Hongrie
- 25 mars-8 avril : victoire d’une coalition des partis de centre-droit lors des premières élections législatives libres depuis quarante-cinq ans en Hongrie. Le parti socialiste (MSZP) obtient 10,89 % des voix. Le référendum pour l’élection directe du président échoue faute de participants. L’Assemblée nationale choisit un écrivain, Árpád Göncz, à la tête de l’État. La Hongrie devient la première nation d’Europe centrale à rejoindre le Conseil de l’Europe.
- 8 avril : déclaration d'indépendance de la Hongrie vis-à-vis de l'Union soviétique. La Hongrie aborde la transition dans un climat idéologique tendu, qui freine les mobilisations des énergies pour passer d’un système planifié à une économie de marché.
- 23 mai : József Antall forme le premier gouvernement de l'après communisme en Hongrie (fin en 1993).
- 4 août : Árpád Göncz, président de la République de Hongrie (fin en 2000).
- 142 000 Tsiganes recensés en Hongrie.

### Macédoine
- 2 août : manifestation nationaliste en Macédoine.

### Pologne
- 9 décembre : 
  - Lech Wałęsa est élu président de la Pologne. La double candidature à la présidentielle de Walesa et de Tadeusz Mazowiecki provoque l’éclatement de Solidarité. Walesa est élu au second tour, alors que près de la moitié des inscrits s’abstiennent. Déchirée entre ses rôles politiques et syndicaux, Solidarité perd beaucoup de son influence et ne compte plus que 2,3 millions d’adhérents au début des années 1990. Le pays reprend officiellement le nom de République de Pologne. Mazowiecki démantèle le système communiste (dissolution du Parti ouvrier unifié polonais) et consolide la transition vers la démocratie.
- Le ministre des finances polonais, Leszek Balcerowicz, maîtrise l’hyperinflation et entreprend une rapide transition vers une économie de marché. Pour réduire la demande globale interne, il emploie conjointement les instruments budgétaires et monétaires : hausse des taux d’intérêts nominaux, réduction des dépenses publiques, augmentation des impôts, recherche d’un surplus budgétaire, fixation d’un taux de change bas et stable. Cette politique restrictive à des effets négatifs sur la croissance et sur l’emploi.

### Roumanie
- Janvier :  des milliers de mineurs sont envoyés à Bucarest pour réprimer des manifestations antigouvernementales.
- 20 mai : déclaration d'indépendance de la Roumanie vis-à-vis de l'Union soviétique. Première premières élections pluralistes législatives depuis 44 ans et élection du président Ion Iliescu (Front de salut national). Il prend pour Premier ministre le très médiatique Petre Roman. Les manifestations populaires anticommunistes se poursuivent.

### Serbie
- 26 juin : la Serbie suspend le gouvernement et le parlement de la province du Kosovo. La Voïvodine est privée de son autonomie.
- 27 juillet : La Ligue communiste serbe est transformée par Slobodan Milošević en parti socialiste de Serbie.

### Slovaquie
- 30 mars : manifestation du mouvement pour l’indépendance de la Slovaquie à Bratislava.

### Slovénie
- 2 juillet : déclaration de souveraineté de la Slovénie.
- 23 décembre : référendum sur l'indépendance de la Slovénie. 88 % des Slovènes se prononcent pour l'indépendance.

### Tchécoslovaquie
- 8 juin : premières élections libres en Tchécoslovaquie depuis 1946, gagnées par les opposants au communisme. Le Forum civique de Václav Havel et ses alliés obtiennent la majorité des deux chambres du Parlement tchécoslovaque. Havel est réélu pour un mandat de deux ans et maintient Calfa, un ancien communiste, à la tête du gouvernement de coalition.
- 9 juin : déclaration d'indépendance de la Tchécoslovaquie vis-à-vis de l'Union soviétique[Quoi ?].

### Ukraine
- 16 juillet : l'Ukraine réclame son indépendance.

### Yougoslavie
- Janvier : la Ligue des communistes de Yougoslavie renonce à son monopole sur le pouvoir politique. Elle affiche son impuissance à réconcilier ses diverses composantes régionales.
- 24 janvier, Yougoslavie : Manifestations albanaises et répression dans le Kosovo.
- 1er mars : état d'urgence dans le Kosovo.

### Union soviétique
- Début janvier, l'URSS disposait de 10 500 têtes nucléaires, auxquelles devaient d'ajouter quelque 66 000 autres têtes nucléaires au-delà de l'Oural, hors du contrôle du traité CFE.
- 16 janvier : signature du décret de réhabilitaion du chef d'orchestre Mstislav Rostropovitch, ardent défenseur de la liberté d'expression et des valeurs démocratiques, ami de l'écrivain dissident Alexandre Soljenitsyne.
- 31 janvier : ouverture du premier « McDonald's » à Moscou.
- Février :
  - Mikhaïl Gorbatchev accepte, dans un discours au comité central, le « pluralisme politique ».
  - Elections pluralistes en Lituanie. Victoire de la coalition antisoviétique et indépendantiste Sajudis (Mouvement lituanien de la reconstruction), parti de Vytautas Landsbergis.
- 11 mars : proclamation de l'indépendance de la Lituanie, Moscou impose un blocus.
- 12 mars : institution de la propriété privée.
- 15 mars : Mikhaïl Gorbatchev est élu président de l'Union des républiques socialistes soviétiques pour 5 ans. Le parti communiste abandonne son monopole du pouvoir politique en abrogeant l’article 6 de la Constitution. Le Politburo, qui avait été actif pendant les cinq premières années de la perestroïka perd une bonne partie de son pouvoir au profit de deux nouvelles institutions d’État, le Conseil présidentiel et le Conseil de la Fédération. En mars, alors que Gorbatchev est devenu président exécutif, les opposants remportent des succès importants lors d’élections locales.
- 4 mai : indépendance de la Lettonie.
- 8 mai : indépendance de l'Estonie.
- 12 juin : proclamation de souveraineté de la République de Russie. Boris Eltsine, président du parlement de Russie, quitte le parti communiste.
- 10 juillet : Gorbatchev est réélu secrétaire général au 28e congrès du Parti communiste.
- 21 août[1] : proclamation d’indépendance de la minorité gagaouze en Moldavie.
- 2 septembre : sécession de la République moldave de Transnistrie vis-à-vis de la Moldavie.
- 15 octobre : Mikhaïl Gorbatchev reçoit le prix Nobel de la paix.
- Octobre : Gorbatchev effectue un « virage à droite » (fin en mars 1991) pour apaiser les conservateurs. Mais il ne gagne pas pour autant leur faveur, tout en perdant le soutien d’une bonne partie des démocrates qui se rallient à Eltsine. Sa popularité chute (81 % en décembre 1989, 52 % un an plus tard). Il abandonne le programme économique des 500 jours, abolit le Conseil présidentiel, promeut des conservateurs hostiles aux réformes.
- 20 décembre : le ministre des Affaires étrangères Edouard Chevardnadze démissionne en signe de protestation contre « la montée de la dictature ».
- Crise alimentaire.
- Un groupe d’économistes dirigé par Stanislas Chataline propose un « programme de 500 jours » radical, où n’apparaît pas le mot « socialisme ». Il prône une vaste privatisation, un large transfert des pouvoirs aux républiques constituant l’URSS et la mise en place rapide d’institutions offrant un cadre stable pour le fonctionnement d’une économie de marché. Soutenu au départ par Gorbatchev, le plan se heurte à l’opposition des secteurs menacés dans leurs privilèges, qui font valoir que le délai est trop court. Gorbatchev opte pour un compromis qui mécontente tout le monde.